# AGP 3

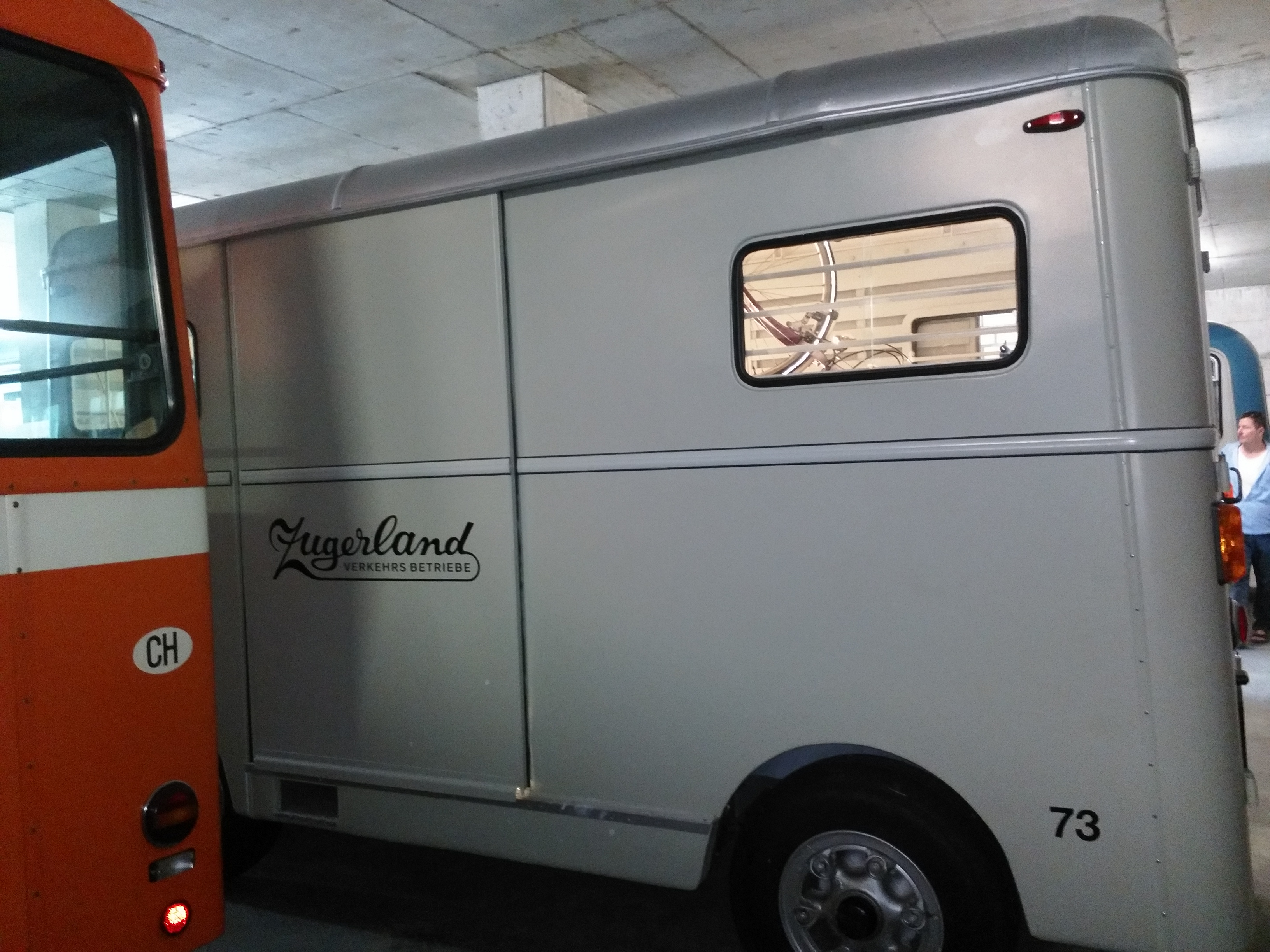
Gepäckanhänger AGP 3

Der AGP 3 ist ein Gepäckanhänger und wurde von den Herstellern Gebrüder Moser + Cie und Ramseier & Jenzer + Cie, beide in Bern, an die Zugerland Verkehrsbetriebe (ZVB) geliefert.

## Geschichte
Baubeginn der ersten Wagen war im Jahr 1955. Der Aufbau stammt von Ramseier & Jenzer + Cie. Im Jahre 1963 verfügte die ZVB über drei Anhänger. Diese wurden von Bussen Saurer 5 DUK auf den Bergstrecken Zug–Ägeri (Linie 1) und Zug–Menzingen (Linie 2) verwendet. Ab 1975/76 wurde diese auch zusammen mit den orangefarbenen acht Bussen FBW 91U EU4A bis 1989 benutzt. AGP 3 steht für Anhänger Gepäck Nutzlast 3 Tonnen.
Die Anhänger wurden entweder direkt von den Saurer-Bussen gezogen oder an die Personenanhänger APE 4.80 gehängt, die von den Saurer 5 DUK oder später von FBW-Bussen gezogen wurden. Alle AGP 3 verfügen über eine Anhängerkupplung, an diese konnten einachsige oder auch zweiachsige Gepäckanhänger montiert werden. Die Konfiguration mit zwei Gepäckanhängern war aber selten und nur möglich, wenn der Bus keinen Personenanhänger APE 4.80 zog. Es war der ZVB nicht erlaubt, mehr als zwei Anhänger mit ihren Bussen zu ziehen.
Der Wagen Nummer 73 ist immer noch vorhanden. Er befindet sich im Zuger Depot Technikgeschichte.

## Technische Daten
- Gesamtlänge 6000 mm
- Fahrzeugbreite 2100 mm
- Höhe 2750 mm